# شجاع (فیلم ۲۰۰۷)
شجاع (به انگلیسی: The Brave One) فیلمی در ژانر تریلر روانشناسانه محصول سال ۲۰۰۷، به کارگردانی نیل جردن از کشور آمریکا است.

## خلاصه داستان
اریکا، گوینده موفق رادیو که در نیویورک زندگی می‌کند و در برنامه‌های خود این شهر را جایی فوق العاده تصویر می‌نماید، یک روز تبدیل به قربانی خشونت بی دلیل همین شهر می‌شود. چیزی که تا آن زمان از دید وی مخفی مانده بود. او شبی همراه با نامزدش دیوید هنگام پیاده‌روی مورد حمله اوباش خیابانی قرار می‌گیرد و زمانی که در بیمارستان پس از اغمای طولانی چشم می گشاید، می بیند عزیزترین چیز زندگی اش یعنی نامزدش را را از دست داده . اتفاقی که ابتدا آن را باور ندارد، ولی به اجبار می پذیرد. اریکا که از زندگی در این شهر هراسناک است برای محافظت از خود سلاحی خریداری می‌کند. او ظاهراً همه چیز خود را از دست داده اما زمانی که اولین و دومین نفر را به قصد دفاع از خود می‌کشد، اندک اندک در خود احساسی را کشف می‌کند که تا آن زمان از وجودش بی خبر بوده‌است. به زودی داستان قاتلی که در نقش مامور خود گمارده قانون دست به نابودی اوباش خیابانی می‌زند، به گوش پلیس نیز می‌رسد. کارآگاه شون مرسر که مامور رسیدگی به این پرونده است به زودی با کنار هم گذاشتن شواهد به جای مردی با یک اسلحه، خود را با زنی مسلح روبرو می بیند که با انگیزه‌ای مرکب از حس انتقام خواهی و عدالت جویی دست به شکار اوباش زده است.

## بازیگران
- جودی فاستر... اریکا بین
- نوین اندروز... دیوید کیرمانی
- ترنس هاوارد... کاآرگاه‌شان مرسر
- نیک کت... کارآگاه ویتل
- جین آدامز... نیکول
- مری استینبرگن... کارول
- زو کراویتز... کلو
- دانا اسکلسون... اسکچ
- برایان تارانتینا

## ارائه دی‌وی‌دی
دی‌وی‌دی این فیلم در ۵ فوریه ۲۰۰۸ به بازار آمد.